# 総保有コスト
総保有コスト（そうほゆうコスト、英語: total cost of ownership、TCO）は、ある設備などの資産に関する、購入から廃棄までに必要な時間と支出の総計。
予算を作成し要求する際、ランニングコスト（保守・運用・維持等のための費用、例として設備・システムなどのメンテナンス、有償の更新、管理のための人件費、光熱費など）として必要になる経費を考慮に入れず、イニシャルコスト（初期投資費）だけに注目しがちである。TCOはそれらをトータルに含めた経費で、実際に支出すべき金銭の全額にあたる。また顧客に対して、一部の製品・サービスのコストアップがあったとしても、全体の生産活動ではコストダウンになるという事を指す。